# Oboga
Oboga é uma comuna romena localizada no distrito de Olt, na região de Oltênia. A comuna possui uma área de 14.71 km² e sua população era de 1497 habitantes segundo o censo de 2007.